# West Lake Stevens
West Lake Stevens is een plaats (census-designated place) in de Amerikaanse staat Washington, en valt bestuurlijk gezien onder Snohomish County.

## Demografie
Bij de volkstelling in 2000 werd het aantal inwoners vastgesteld op 18.071.

## Geografie
Volgens het United States Census Bureau beslaat de plaats een oppervlakte van
29,2 km², waarvan 25,1 km² land en 4,1 km² water.

## Plaatsen in de nabije omgeving
De onderstaande figuur toont nabijgelegen plaatsen in een straal van 12 km rond West Lake Stevens.